# سفارة ألبانيا في روسيا
سفارة ألبانيا في روسيا هي أرفع تمثيل دبلوماسي لدولة ألبانيا لدى روسيا. تقع السفارة في موسكو وهي تهدف لتعزيز المصالح الألبانية في روسيا.

## وصلات خارجية
- قائمة سفارات ألبانيا
- قائمة السفارات في روسيا